# Moritz Retzsch
Friedrich August Moritz Retzsch (* 9. Dezember 1779 in Dresden; † 11. Juni 1857 in Oberlößnitz) war ein deutscher Zeichner, Maler und Radierer. Er war der jüngere Bruder des Landschaftsmalers August Retzsch (1777–1835).

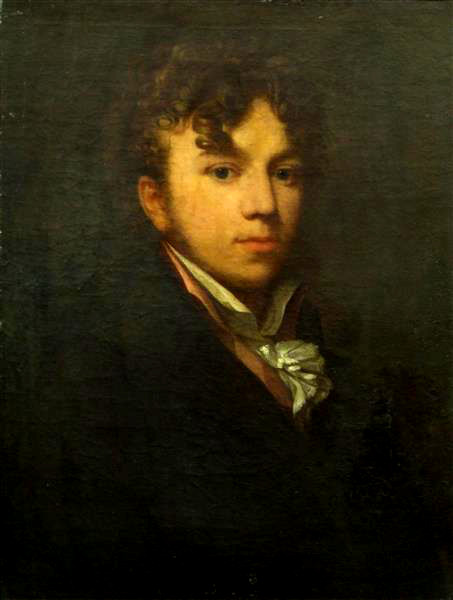
Moritz Retzsch, Selbstporträt

## Leben und Wirken

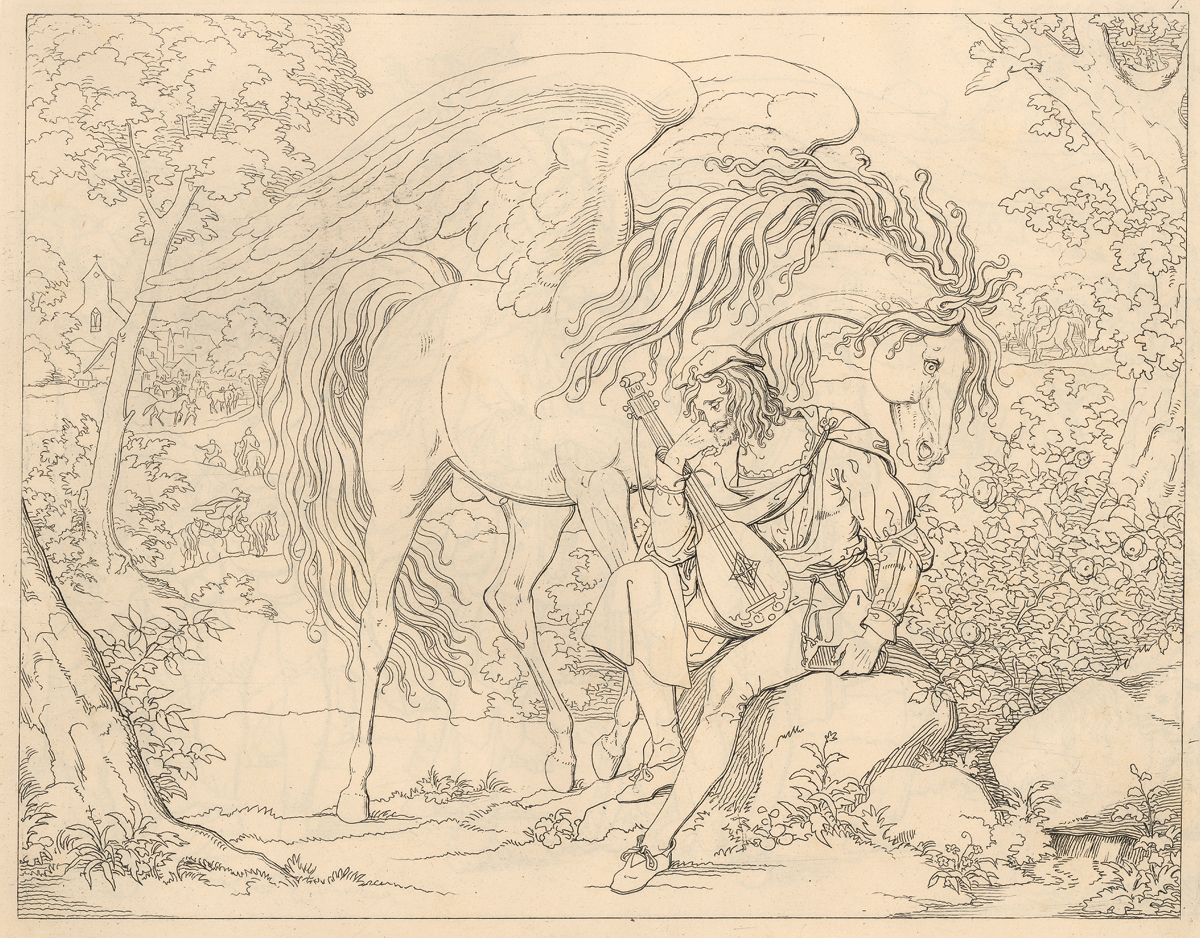
Schiller: Pegasus im Joche

An der Dresdner Akademie u. a. bei Cajetan Toscani ausgebildet, wurde Retzsch 1824 Professor an seiner Ausbildungsstätte. Bekannt wurde er durch seine in klassizistischer Manier entstandenen Umrissradierungen zu großen Dichtungen: Johann Wolfgang Goethes Faust (26 Blätter, 1816, mit weiteren Ausgaben), Friedrich Schillers Balladen (Kampf mit dem Drachen, Das Lied von der Glocke, Gang nach dem Eisenhammer, Pegasus im Joche), Galerie zu William Shakespeares dramatischen Werken (1827–46) und Umrisse zu Gottfried August Bürgers Balladen (1840). Weiterhin schuf er Porträts, romantische und mythologische Darstellungen (Genoveva von Brabant, Undine (Mythologie), Erlkönig und andere).

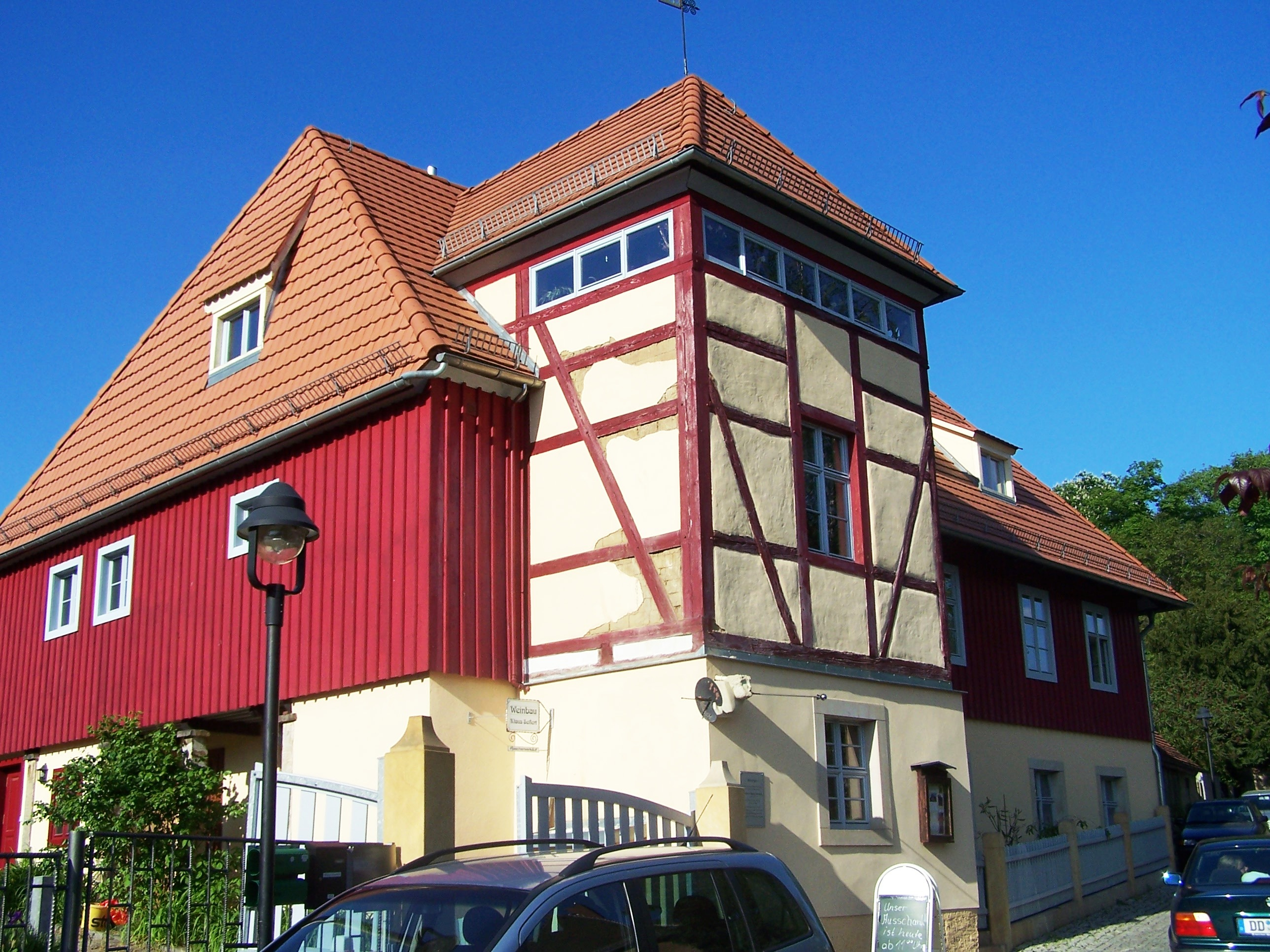
Retzschgut

Die Winzerei wurde eine besondere Leidenschaft von Moritz Retzsch, da seine Ehefrau zur Hochzeit einen Weinberg mit in die Ehe brachte. 1813 ließ er das nach ihm benannte Retzschhaus in der Oberlößnitz erweitern, 1828 übersiedelte er von Dresden nach Oberlößnitz. Als Winzer war er Ehrenmitglied der Sächsischen Weinbaugesellschaft. 1848 zog sich Retzsch ganz auf sein Weingut zurück.
Zum Winzerfest der Weinbaugesellschaft am 25. Oktober 1840 gestaltete und inszenierte er den großen Winzerumzug von der Hoflößnitz zum Gasthof Goldene Weintraube und fertigte danach in acht Blättern die Umrissstiche, die als Winzerzug lithographiert und als Steindruck vervielfältigt wurden. Damit überlieferte er ein getreues, romantisiertes Bild – neben Allegorie und Mythologie – der Arbeitswelt des Winzers und der winzerverwandten Berufe. Der Winzerzug übernahm den seit dem 16. Jahrhundert entwickelten Formenkanon höfischer Weinfeste und entwickelte ihn im bürgerlichen Sinne weiter. In den regionalen Museen existieren noch Lithographien vom Winzerzug, so im Sächsischen Weinbaumuseum Hoflößnitz.
Besonders wertvoll ist auch die detailgetreue Darstellung der Schaumweinherstellung, die 1836 in Niederlößnitz aufgenommen wurde, dem Jahr, als die spätere, ehemalige Sektkellerei Bussard, die zweitälteste Sektkellerei Deutschlands, als Fabrik für moussirende Weine auf Aktienbasis gegründet wurde (Blatt 4 des Winzerzugs).
1839 wurde gegenüber seinem Wohnhaus eine Straße nach Moritz Retzsch benannt.

## Zeitgenössische Rezeption
Heinrich Heine erwähnt Retzsch in Die Harzreise, als er beim Aufstieg auf den Brocken schreibt:

„Die wunderlichen Gruppen der Granitblöcke werden hier erst recht sichtbar; diese sind oft von erstaunlicher Größe. Das mögen wohl die Spielbälle sein, die sich die bösen Geister einander zuwerfen in der Walpurgisnacht, wenn hier die Hexen auf Besenstielen und Mistgabeln einhergeritten kommen, und die abenteuerlich verruchte Lust beginnt, wie die glaubhafte Amme es erzählt, und wie es zu schauen ist auf den hübschen Faustbildern des Meister Retzsch.“

## Werke

Retzsch, Winzerzug, 1840 (Blatt 2: Bacchus mit Begleitern, u. a. Silenos)

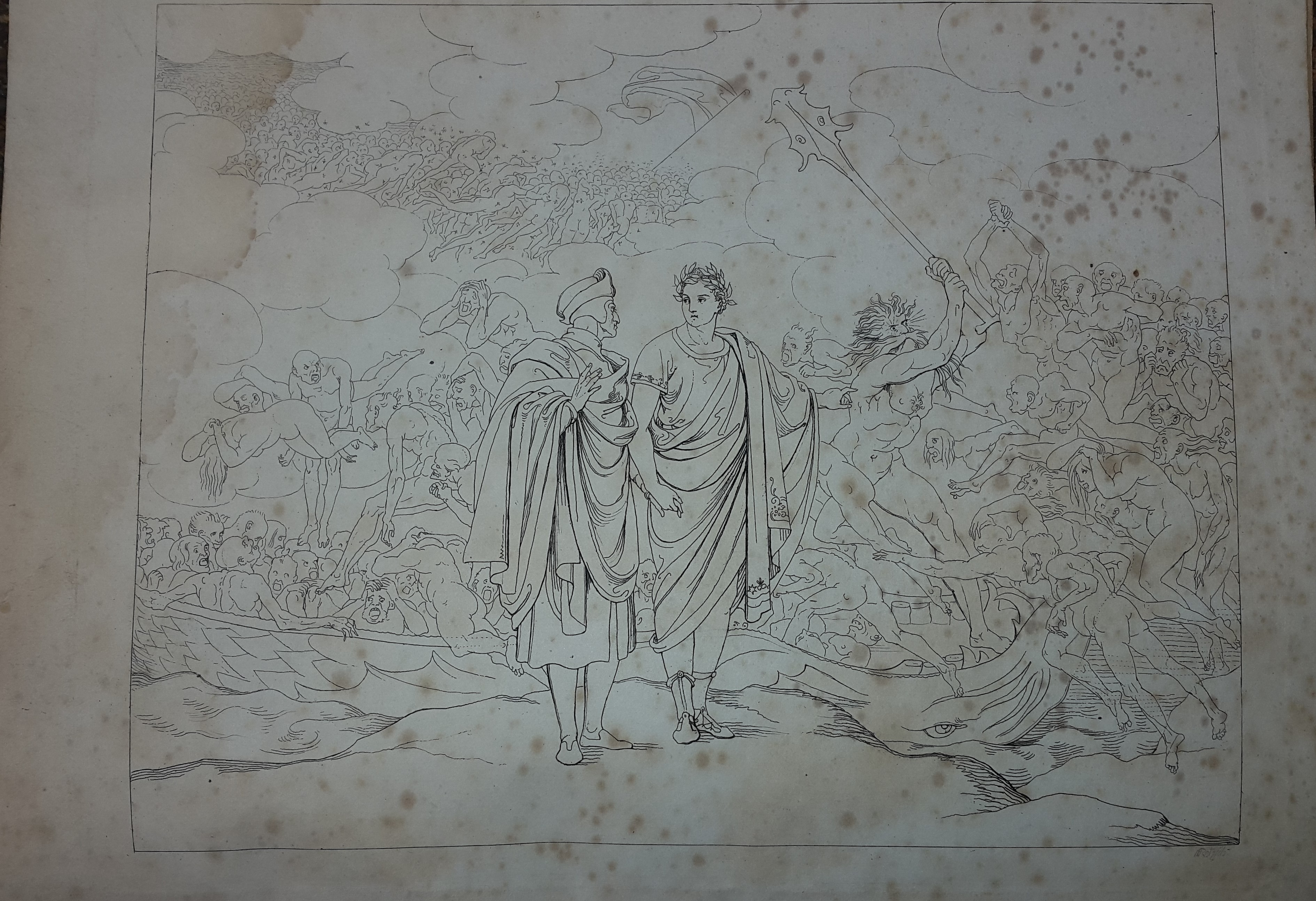
Dante: Göttliche Komödie, Die Hölle (1839)

- Weinbergszenen, 1795 bis 1809, 8 Hefte, im Kupferstichkabinett
- Zeichnung Drei Spaziergänger in Lößnitzlandschaft, 1808
- Gemälde Blick auf die Hoflößnitz, mit Selbstbildnis, Weingutmuseum Hoflößnitz
- Winzerzug, 8 Blätter, zum Leporello verleimt, Original im Weingutmuseum Hoflößnitz
- Umrisse zu Goethe's Faust. Cotta, Stuttgart u. Tübingen, 1816 (Digitalisat, 1884)
- Mitarbeit an Titelkupfern zu Goethes Ausgabe letzter Hand. Friedrich Fleischer, Leipzig 1828–34. Digitalisat HAAB Weimar
- Das Winzerfest der Weinbaugesellschaft im Königreich Sachsen am 25.10.1840. C. C. Meinhold & Söhne, Dresden, 1840
- 43 Umrisse zu Schiller's Lied von der Glocke : nebst Andeutungen. Cotta, Stuttgart 1837 (Digitalisat)
- Umrisse zu Shakespeare's dramatischen Werken. Basel 5. Aufl. 1850.
- Herrmann Zschoche (Hrsg.); Moritz Retzsch (Ill.); August Retzsch (Ill.): Bilder einer Kindheit: das malerische Tagebuch der Brüder Retzsch; 1795–1809; für das Dresdner Kupferstichkabinett hrsg.; Verl. der Kunst Dresden, Husum 2007. ISBN 978-3-86530-095-9.